# Hauser János
Hauser János (Nagykanizsa, 1891. november 3. – Budapest, 1964. október 28.) magyar mezőgazdasági mérnök, agronómus, egyetemi tanár. A mezőgazdasági tudományok kandidátusa (1956).

## Életpályája
Középiskolai tanulmányait szülővárosában, Kőszegen, Brassóban és Pancsován végezte el. 1909-ben érettségizett a pancsovai gimnáziumban. 1912-ben a Keszthelyi Gazdasági Akadémián gazda oklevelet szerzett.
1912–1913 között az algyógyi földművesiskola oktatója volt. 1913–1914 között a Keszthelyi Gazdasági Akadémia gyakornoka volt. 1914–1917 között a Debreceni Gazdasági Akadémia Növénytermesztési Tanszékének gyakornoka, 1917–1922 között segédtanára, 1922–1927 között rendkívüli, 1927–1937 között rendes tanára volt. 1919–1922 között a Földművelésügyi Minisztérium Termelési illetve Szakoktatási Főosztálya előadója volt.
1922–1924 között a budapesti tudományegyetem közgazdaság-tudományi karán a növénytermesztés és a mezőgazdasági termelés előadó tanára, valamint az Állatorvosi Főiskolán a mezőgazdasági termelés megbízott előadója is volt.
1924–1937 között a Debreceni Gazdasági Akadémia Növénytermesztési Tanszék vezetője volt. 1928-ban a budapesti tudományegyetemen közgazdaság-tudományi kar mezőgazdasági osztályán mezőgazdasági doktori oklevelet szerzett. 1935–1937 között a debreceni dohánytermesztési kísérleti állomás vezetője volt.
1937–1943 között a Keszthelyi Gazdasági Akadémia igazgatója volt. 1943–1946 között a Keszthelyi Mezőgazdasági Főiskola nyilvános rendes tanára volt. 1946–1951 között a Dohányjövedék illetve a Budapesti Dohánybeváltó Nemzeti Vállalat szak-főelőadója volt. 1951–1956 között a Dohánykutató Intézet tudományos munkatársaként dolgozott. 1957-ben nyugdíjba vonult.
Magyarországi ipari növények, elsősorban dohányfajták nemesítésével, tápanyagfelvételének és szárazanyag-tartalmának összehasonlító vizsgálatával foglalkozott.

## Családja
Szülei: dr. Hauser János jogász, köz- és váltóügyvéd és Eperjessy Jolán voltak. 1923. november 10-én, Budapesten házasságot kötött Holcz Irma Izabellával (1899–1976). Leánya: Hauser Sára, Berek Géza (1921–1996) mezőgazdasági mérnök, kandidátus felesége és Uzoni Károlyné Hauser Kató.
Sírja a Farkasréti temetőben található (13-1-15/16).

## Művei
- A talajbaktériumok biokémiai működése, tekintettel a növények táplálkozására (Mezőgazdasági Szemle, 1914)
- Cikória jövedelmező termelése (Gazdasági Lapok, 1915. 16.)
- A fehérmustár mint zöldtakarmány (Gazdasági Lapok, 1915. 20.)
- A dohány égőképességének fokozása nemesítéssel (Dohányújság, 1915)
- A foszfortartalmú műtrágyák jelentősége (Gazdasági Lapok, 1921. 46.)
- A fajtanemesítés és vetőmagtermesztés szerepe a többtermelésnél (Tiszántúli Gazdák, 1926)
- Vetés és növényápolás (Budapest, 1926)
- Agrogeológia. A Debreceni Mezőgazdasági Akadémiai jegyzete (Debrecen, 1926)
- A növénytermesztés körébe vágó kísérletezés lényege, fontossága a gazdasági termelés szemszögéből (A Debreceni Gazdasági Akadémia Évkönyve, 1926/27)
- Összehasonlító csávázási kísérletek tavaszi árpával. – Kísérleti adatok egyes pácolószerek stimuláló hatásához (Növényvédelem, 1927)
- Rostnövénytermelésünk helyzete és fokozásának feltételei (Köztelek, 1927. 19.)
- Adatok a Székács és a hatvani búzák kalászalakjának jellemzéséhez (Mezőgazdasági Kutatások, 1928)
- Viszonosságok a magyar búza szalmájának és kalászának egyes tulajdonságai között (Mezőgazdasági Kutatások, 1929)
- Kísérleti adatok a nemesített magyar búzák fagyállóságának kérdéséhez. – Adatok a magyar búza fejlődéstani és alaktani jellemzéséhez. – Adatok néhány elterjedtebb takarmány-répaféleség növekedésének összehasonlítására (Mezőgazdasági Kutatások, 1930)
- Az Alföld takarmánytermesztésének helyzete. – A takarmánykeverékek jelentősége az Alföldön. – A burgonya okszerű trágyázása. – A csalamádé termesztéséről (Tiszántúli Gazdák, 1930)
- Növénynemesítéstan. I–II. kötet. A Debreceni Mezőgazdasági Akadémiai jegyzete (Debrecen, 1930–1931)
- A vetés idejének befolyása a zab terméshozamára és minőségére (Mezőgazdaság, 1931)
- A magyar nemesített tavaszi búzafajták összehasonlító vizsgálata (Tiszántúli Gazdák, 1931)
- A búza minőségi tulajdonságai variációs-statisztikai megvilágításban (Mezőgazdasági Kutatások, 1932)
- Biometria. A biológiában alkalmazott variációs-statisztikai módszerek A Debreceni Mezőgazdasági Akadémia jegyzete (Debrecen, 1932)
- A minőség elbírálása a gyakorlati búzanemesítésnél (Mezőgazdasági Kutatások, 1933)
- A szójabab (Tiszántúli Gazdák, 1934)
- Adatok a csávázószerek csírázást befolyásoló hatásának ismeretéhez (Mezőgazdasági Kutatások, 1934)
- Hazai nemesített tengerifajták csövein végzett korrelatív-variációs vizsgálatok (A Debreceni Gazdasági Akadémia Évkönyve, 1934)
- Öntözési és felültrágyázási kísérlet takarmányrépával (Cukorrépa, 1934)
- Homoktalajaink gazdasági értéke és annak emelése – Adatok a magcsillagfürt termesztéséhez (Mezőgazdasági Közlöny, 1935)
- A termőhely természeti adottságainak befolyása néhány hazai dohányfajta növekedésének a menetére (A Dohánykutató Intézet Évkönyve. Budapest, 1953)
- Műtrágya tavaszi alkalmazása. – A dohány okszerű trágyázása (Dohányipar, 1954)
- A minőségi dohánytermelés alapfeltételei (Dohányipar, 1955)
- Legfontosabb hazai dohányfajtáink fejlődése alatti szárazanyagképzésének és ásványi anyagfelvételének összehasonlító vizsgálata (Kandidátusi értekezés; Budapest, 1956; kivonatosan: MTA Agrártudományi Osztálya Közleményei, 1958)
- A dohánytermesztés története. – A dohánynövény (Dimitar Atanaszov: A dohány termesztése. Fordította: Unk János. A magyar kiadást szerkesztette és a kiegészítéseket írta; Budapest, 1959)

## Díjai
- Aranydiploma (1962)